# Veleno di vipera
Veleno di vipera è un singolo del rapper italiano Wayne Santana, pubblicato il 16 giugno 2023.

## Descrizione
Il brano, scritto dallo stesso rapper con Christian Prestato, in arte Mida, Alessandro Pacco e Vincenzo Colella, è prodotto da Canova e Leave the Club.

## Video musicale
Il video musicale, diretto da Nicolò Bassetto, è stato pubblicato in concomitanza all'uscita del brano attraverso il canale YouTube del rapper.

## Tracce
Testi di Umberto Violo, Christian Prestato, Alessandro Pacco, Vincenzo Colella, musiche di Vincenzo Raccuglia.
1. Veleno di vipera – 2:13